# Soyuz 23
Soyuz 23 foi uma missão espacial soviética à estação orbital Salyut 5, lançada do cosmódromo de Baikonur em 14 de outubro de 1976 e abortada dois dias depois por problemas na acoplagem entre a nave e a estação. 
Este problema havia acontecido anteriormente com a Soyuz 15, uma falha no sistema automático de conexão, e como o combustível da nave não era suficiente para as manobras necessárias para um acoplamento manual, os dois cosmonautas da tripulação foram obrigados a retornar à Terra apenas dois dias depois da partida. 

## Tripulação
| Posição           | Cosmonauta            |
| ----------------- | --------------------- |
| Comandante        | Vyacheslav Zudov      |
| Engenheiro de voo | Valeri Rozhdestvensky |

## Parâmetros da Missão
- Massa: 6 760 kg
- Perigeu: 239 km
- Apogeu: 269 km
- Inclinação: 51.6°
- Período: 89.5 minutos

## Retorno
A nave passou por um retorno à Terra quase catastrófico. No pouso, por problemas técnicos durante a descida, a Soyuz pousou de noite num lago congelado e a cápsula afundou na água, quebrando o gelo e cobrindo a escotilha de escape. Os cosmonautas passaram nove horas dentro do lago, protegidos pela cápsula hermeticamente lacrada, até conseguirem ser resgatados pela equipe de terra ao amanhecer, em condições climáticas de frio intenso, neve e forte nevoeiro. Os resgatistas ficaram surpresos em encontrar a tripulação com vida. 